# Klaus Renft Combo
Die Klaus Renft Combo, auch Renft, ist eine 1958 gegründete deutsche Rockband, die zu den bekanntesten der DDR zählt. Durch systemkritische Texte war die künstlerische Tätigkeit stets von zeitweiligen Auftrittsverboten begleitet. 1975 verfügten die DDR-Behörden schließlich die Auflösung der Band. Ehemalige Mitglieder fanden sich 1990 zu einer Wiedervereinigung zusammen und sind seitdem in wechselnder Besetzung aktiv.

## Geschichte

### DDR
Die Klaus Renft Combo wurde 1958 von Klaus Jentzsch in Leipzig gegründet. Renft war der Geburtsname von Jentzschs Mutter Charlotte. Er verwendete ihn fortan als Künstlernamen. In der Anfangszeit war die Band inspiriert von Fats Domino und Little Richard, später von den Rolling Stones und den Beatles.
Nachdem die Gruppe 1962 ein Auftrittsverbot erhalten hatte, gründete Klaus Renft 1964 die Beat-Gruppe Butlers. 1965 folgte ein Auftrittsverbot für die Butlers und andere Beatgruppen, als Folge kam es zu den sogenannten Leipziger Beatkrawallen, bei denen Jugendliche gegen das Beatverbot demonstrierten. 1967 wurde das Auftrittsverbot für die Klaus Renft Combo wieder aufgehoben. Thomas Bürkholz kam als neuer Schlagzeuger in die Band. Ab 1969 wurden der zunehmend der regimekritische Liedermacher Gerulf Pannach sowie Kurt Demmler Texter der Band. Um die gleiche Zeit wurde Peter Pjotr Kschentz (* 1941 in Nischwitz), der zuvor als Kraftfahrer für die Band gearbeitet hatte, zum festen Mitglied der Band. Er spielte Saxophon, Querflöte, Geige, Akkordeon, Gitarre sowie andere Instrumente und komponierte einige Songs der Klaus Renft Combo wie Liebeslied, Die alte Mühle und Raucherblues.
In den folgenden Jahren konnte die Band aufgrund der zeitweiligen Liberalisierung der Kulturpolitik (siehe auch Musik der DDR) mehrere Singles – unter anderem Zwischen Liebe und Zorn – und ihre für lange Zeit einzigen beiden Studioalben veröffentlichen. Mit den darauf enthaltenen Titeln wie Wer die Rose ehrt, Ermutigung, Nach der Schlacht, und Als ich wie ein Vogel war entwickelte sich die Band zu einer der bekanntesten und beliebtesten Rockgruppen der DDR. Vor der Veröffentlichung des zweiten Albums verkürzte sich der Bandname zu Renft; so hieß auch das zweite Album.
Problematisch gestalteten sich die Beziehungen zu den staatlichen Organen, da viele Liedtexte zwischen den Zeilen Kritik am „real existierenden Sozialismus“ enthielten. Die von Pannach getexteten Lieder für ein drittes Album stießen bei den Behörden auf Ablehnung. Das Lied Glaubensfragen beispielsweise thematisierte die staatlicherseits weitgehend totgeschwiegenen Bausoldaten der NVA. In der Rockballade vom kleinen Otto wurde eine missglückte Flucht aus der DDR thematisiert. Aufgrund dieser Inhalte wurde Renft im Sommer 1975 verboten. 
In der Folgezeit verließen einige Bandmitglieder freiwillig die DDR. Pannach und Christian Kunert wurden nach neun Monaten Haft in der zentralen Untersuchungshaftanstalt der Staatssicherheit in Berlin-Hohenschönhausen und der Androhung von bis zu zehn Jahren Haft ausgebürgert.
Als Nachfolge-Band wird die Gruppe Karussell gesehen, die sich 1977 mit den ehemaligen Renft-Mitgliedern Peter Gläser und Jochen Hohl gründete und die auch einige Lieder aus der Renft-Zeit im Programm hatte.
Nach dem Ende der SED-Diktatur fand sich die Band 1990 zu einer Wiedervereinigungstournee durch die DDR zusammen.

### Wiedervereinigtes Deutschland
1996 verließ Bandgründer Jentzsch die Band vorübergehend wegen „unüberbrückbarer persönlicher Differenzen“. 1997–1998 firmierte die Band vorübergehend als Monsters Renft, da Jentzsch die Namensrechte für sich beanspruchte. 1999 veröffentlichte Renft nach fast 25-jähriger Pause ihr drittes Studioalbum Als ob nichts gewesen wär. 2003 feierte die Band mit einem Konzert in Putbus auf Rügen ihr 45-jähriges Bestehen.
Am 18. September 2005 verstarb Multiinstrumentalist Peter Kschentz auf Poel an Lungenkrebs.
Christian Kunert widmete sich eigenen Projekten, und Thomas Schoppe übernahm die Position des Frontmannes. Nach einem Hörsturz von Kunert sowie dem Tod des Bandgründers Renft im Herbst 2006 formierte sich die Band zu viert für das Programm „Viererbande 2007“. Es begannen wieder Auftritte mit „Cäsar und die Spieler“.
Am 18. März 2007 verunglückte Gitarrist Heinz Prüfer auf der Rückfahrt von einem Auftritt in Altdöbern tödlich. Sein Nachfolger wurde Gisbert Piatkowski. Am 23. Oktober 2008 verstarb der frühere Gitarrist der Band, Peter „Cäsar“ Gläser, an den Folgen von Krebs, am 1. Dezember 2019 Marcus Schloussen. Schloussen wurde für die laufende Tour durch Peter Rasym ersetzt.
Im Januar 2020 kündigte Detlef Kriese seinen Ausstieg aus der Band für das Frühjahr des gleichen Jahres an. Tobias Ridder war bis 2021 sein Nachfolger. Seit 2023 ist Olli Becker am Schlagzeug.

## Ehrung
Am 9. Oktober 2007 wurde anlässlich des ersten Todestages des Bandgründers Klaus Renft eine kurze Straße vor dem Klubhaus und Veranstaltungsort „Anker“ im Leipziger Stadtteil Möckern in Renftstraße umbenannt.

## Diskografie

### Studioalben
| Jahr | Titel Musiklabel                             | Anmerkungen |
| ---- | -------------------------------------------- | --- |
| 1973 | Klaus Renft Combo Amiga                      | Wiederveröffentlichungen: - 1991 als Rock aus Deutschland Ost Vol. 3 bei Gala Classics - 1994, 2001 bei Buschfunk; 2001 mit Bonus-Tracks - 2006 bei Sechzehnzehn  |
| 1974 | Renft Amiga                                  | Wiederveröffentlichungen: - 1991 als Rock aus Deutschland Ost Vol. 4 bei Gala Classics - 1994 bei Buschfunk - 2006 bei Unionton und Sechzehnzehn mit Bonus-Tracks |
| 1999 | Als ob nichts gewesen wär Amiga (Sony Music) | |
| 2007 | Abschied und Weitergehen Marktkram           | |

### Livealben
- 1990: Live 1990 (Fluxus)
- 1996: Live In Concert (Buschfunk); Doppelalbum
- 2010: Renft Goes On (Live 2010) (Marktkram)

### Kompilationen
- 1972: hallo Nr. 4 (Amiga)
- 1980: Rock aus Leipzig (Taraxacum Buchversand)
- 1990: Die frühen Jahre (Amiga)
- 1993: Zwischen Liebe und Zorn (Deutsche Schallplatten Berlin)
- 1994: Das Erbe Renft – Wer die Rose ehrt (Amiga)
- 1996: Die schönsten Balladen (Amiga / BMG)
- 1997: 40 Jahre Klaus Renft Combo (2016: Buschfunk)
- 2003: Unbequem woll’n wir sein (Buschfunk); Raritäten 1971–1975
- 2015: Die Grössten Hits (Sony Music)

### Boxsets
| Jahr | Titel Musiklabel                     | Anmerkungen                                                                |
| ---- | ------------------------------------ | -------------------------------------------------------------------------- |
| 2015 | Zwischen Liebe und Zorn Sechzehnzehn | Inhalt: die ersten drei Studioalben, eine CD Hits + Raritäten und eine DVD |
| 2018 | 1 + 2 Sechzehnzehn                   | Inhalt: die ersten beiden Studioalben auf LP                               |